# Bassin de Salzbourg
Le bassin de Salzbourg est un bassin sédimentaire dans le Land autrichien de Salzbourg et dans les régions adjacentes de Bavière. Le bassin appartient aux vallées de la Salzach.

## Géographie
Le bassin de Salzbourg a une forme allongée du  nord au sud et s'étend jusqu'à Oberndorf et Laufen au nord et jusqu'à Golling au sud. Outre Salzbourg, les villes importantes ici sont Hallein, Freilassing, Laufen et Oberndorf. Le bassin de Salzbourg est limité à l'est par le massif du Salzkammergut avec le Schmittenstein (1 695 m) et le Gaisberg (1 287 m), au nord-ouest par des murs morainiques, au sud par le massif de l'Untersberg, par le Hoher Göll et par les massifs de Tennen et Hagen, et à l'ouest encore par les moraines terminales et le Staufen.
Les vallées fluviales de la Salzach et de la Saalach ainsi que de la Fischach, de l'Almbach et de la Berchtesgadener Ache se rejoignent dans le bassin. Les monadnocks du bassin de Salzbourg sont les Kapuzinerberg, Mönchsberg, Rainberg et Hellbrunner Berg.
Le "bassin de Halleiner" est généralement ajouté au bassin de Salzbourg, mais ce n'est pas un bassin indépendant. Le bassin de Salzbourg est l'un des bassins alpins frontaliers les plus densément peuplés.

## Géologie
Le bassin de Salzbourg est un paysage formé pendant l'interglaciaire Mindel-Riss et l'Éémien, c'est-à-dire pendant les périodes interglaciaires entre les périodes glaciaires respectives. Au cours des périodes interglaciaires de la période géologique du Pléistocène, les matériaux meubles sont éliminés par la fonte de la glace dans le bassin de Salzbourg (glacier de Salzach), bien que certaines structures du bassin fussent également formées par l'activité tectonique. Tant dans les périodes chaudes que dans la période post-glaciaire, un lac s'étendait dans le bassin d'une longueur maximale de 30 kilomètres et d'une largeur de 10 km après la période froide, dans lequel de grandes strates sont déposées comme le montrent les Kapuzinerberg, Mönchsberg , Rainberg et Hellbrunner Berg, constitués du conglomérat du Nagelfluh. Plus tard, des bancs de gravier se forment, qui reposent sur l'argile du lac. Leur épaisseur est de 100 à 150 m, dans la vallée de l'Oichten même de 250 m.
La séparation de l'ensemble du bassin de Salzbourg au nord et le bassin de Hallein au sud est également due à l'environnement géologique. Ce dernier est encore entièrement dans les Préalpes orientales septentrionales, à la frontière desquelles se trouvent les strates de la formation d'Oberalm à l'est et la formation de Roßfeld à l'ouest. Le bassin de Salzbourg, d'autre part, se situe presque entièrement dans le flysch rhénodanubien et se termine au nord près de Burghausen avec la vallée de la Salzach, la vallée de percée à travers la molasse de l'avant-pays et les bancs sédimentaires de la glaciation de Würm (sol et moraines terminales de la dernière avancée majeure).